# ASB Classic 2024 - Doppio femminile
Il doppio femminile del torneo di tennis professionistico ASB Classic 2024, facente parte della categoria WTA 250 nell'ambito del WTA Tour 2024, si gioca dal 31 dicembre 2023 al 7 gennaio 2024 a Auckland, in Nuova Zelanda. Miyu Katō e Aldila Sutjiadi erano le campionesse in carica, ma hanno deciso di prendere parte al concomitante torneo di Brisbane.
In finale Anna Danilina e Viktória Hrunčáková hanno sconfitto Marie Bouzková e Bethanie Mattek-Sands con il punteggio di 6-3, 6(5)-7, [10-8].

## Teste di serie
1. Marie Bouzková /  Bethanie Mattek-Sands (finale)
2. Anna Danilina /  Viktória Hrunčáková (Campionesse)

1. Bibiane Schoofs /  Kimberley Zimmermann (quarti di finale)
2. Jessika Ponchet /  Anna Sisková (semifinale)

## Wildcard
1. Monique Barry /  Elyse Tse (primo turno)

1. Jade Otway /  Lulu Sun (quarti di finale)

## Tabellone

### Legenda
| - Q = Qualificato - WC = Wild card - LL = Lucky loser | - ALT = Alternate - SE = Special Exempt - PR = Protected Ranking | - w/o = Walkover - r = Ritirato - d = Squalificato |

|  | Primo turno | Primo turno                  | Primo turno                  | Primo turno               | Primo turno               |  |  | Quarti di finale | Quarti di finale          | Quarti di finale          | Quarti di finale        | Quarti di finale   |   |      | Semifinali | Semifinali                           | Semifinali                | Semifinali                        | Semifinali |    |      | Finale | Finale | Finale | Finale | Finale |  |
|  |             |                              |                              |                           |                           |  |  |                  |                           |                           |                         |                    |   |      |            |                                      |                           |                                   |            |    |      |        |        |        |        |        |  |
|  | 1           | M Bouzková B Mattek-Sands    | M Bouzková B Mattek-Sands    | M Bouzková B Mattek-Sands | M Bouzková B Mattek-Sands |  |  |                  |                           |                           |                         |                    |   |      |            |                                      |                           |                                   |            |    |      |        |        |        |        |        |  |
|  |             | Bye                          | Bye                          | Bye                       | Bye                       |  |  | 1                | M Bouzková B Mattek-Sands | M Bouzková B Mattek-Sands | 6                       | 6                  |   |      |            |                                      |                           |                                   |            |    |      |        |        |        |        |        |  |
|  |             | B Fruhvirtová L Fruhvirtová  | B Fruhvirtová L Fruhvirtová  | 3                         | 65                        |  |  |                  | P Hourigan E Routliffe    | P Hourigan E Routliffe    | 4                       | 2                  |   |      |            |                                      |                           |                                   |            |    |      |        |        |        |        |        |  |
|  |             | P Hourigan E Routliffe       | P Hourigan E Routliffe       | 6                         | 7                         |  |  |                  |                           |                           |                         |                    |   |      | 1          | M Bouzková B Mattek-Sands            | M Bouzková B Mattek-Sands | 6                                 | 7          |    |      |        |        |        |        |        |  |
|  | 3           | B Schoofs K Zimmermann       | B Schoofs K Zimmermann       | 6                         | 7                         |  |  |                  |                           |                           | M Kessler S Lamens      | M Kessler S Lamens | 3 | 65   |            |                                      |                           |                                   |            |    |      |        |        |        |        |        |  |
|  |             | S Murray Sharan S Santamaria | S Murray Sharan S Santamaria | 1                         | 63                        |  |  | 3                | B Schoofs K Zimmermann    | B Schoofs K Zimmermann    | 3                       | 5                  |   |      |            |                                      |                           |                                   |            |    |      |        |        |        |        |        |  |
|  |             | M Kessler S Lamens           | M Kessler S Lamens           | 6                         | 6                         |  |  |                  | M Kessler S Lamens        | M Kessler S Lamens        | 6                       | 7                  |   |      |            |                                      |                           |                                   |            |    |      |        |        |        |        |        |  |
|  |             | C Monnet A Osborne           | C Monnet A Osborne           | 3                         | 2                         |  |  |                  |                           |                           |                         |                    |   |      | 1          | Marie Bouzková Bethanie Mattek-Sands | 3                         | 7                                 | [8]        |    |      |        |        |        |        |        |  |
|  | WC          | M Barry E Tse                | M Barry E Tse                | 3                         | 2                         |  |  |                  |                           |                           |                         |                    |   |      |            |                                      | 2                         | Anna Danilina Viktória Hrunčáková | 6          | 65 | [10] |        |        |        |        |        |  |
|  | WC          | J Otway L Sun                | J Otway L Sun                | 6                         | 6                         |  |  | WC               | J Otway L Sun             | J Otway L Sun             | 5                       | 3                  |   |      |            |                                      |                           |                                   |            |    |      |        |        |        |        |        |  |
|  |             | D Aiava O Tjandramulia       | D Aiava O Tjandramulia       | 4                         | 62                        |  |  | 4                | J Ponchet A Sisková       | J Ponchet A Sisková       | 7                       | 6                  |   |      |            |                                      |                           |                                   |            |    |      |        |        |        |        |        |  |
|  | 4           | J Ponchet A Sisková          | J Ponchet A Sisková          | 6                         | 7                         |  |  |                  |                           |                           |                         |                    |   |      | 4          | J Ponchet A Sisková                  | 62                        | 6                                 | [7]        |    |      |        |        |        |        |        |  |
|  |             | Xiy Wang Y Yuan              | Xiy Wang Y Yuan              | 6                         | 6                         |  |  |                  |                           | 2                         | A Danilina V Hrunčáková | 7                  | 4 | [10] |            |                                      |                           |                                   |            |    |      |        |        |        |        |        |  |
|  |             | A Blinkova V Gracheva        | A Blinkova V Gracheva        | 1                         | 3                         |  |  |                  | Xiy Wang Y Yuan           | Xiy Wang Y Yuan           | 4                       | 6                  |   |      |            |                                      |                           |                                   |            |    |      |        |        |        |        |        |  |
|  |             | E Bolton A Bozovic           | E Bolton A Bozovic           | 3                         | 1                         |  |  | 2                | A Danilina V Hrunčáková   | A Danilina V Hrunčáková   | 6                       | 7                  |   |      |            |                                      |                           |                                   |            |    |      |        |        |        |        |        |  |
|  | 2           | A Danilina V Hrunčáková      | A Danilina V Hrunčáková      | 6                         | 6                         |  |  |                  |                           |                           |                         |                    |   |      |            |                                      |                           |                                   |            |    |      |        |        |        |        |        |  |